# Сахийоки
Сахийоки — река в России, протекает по Сортавальскому району Карелии.
Исток — в болоте северо-западнее горы Хювенмяки. Течёт на юг, принимает правый приток из озёр Большое и Малое, после чего поворачивает на север, обогнув гору Кякенниеми. Устье реки находится в 17 км по правому берегу реки Китенйоки, примерно в 15 км северо-западнее Сортавалы. Длина реки составляет 16 км.

## Данные водного реестра
По данным государственного водного реестра России относится к Балтийскому бассейновому округу, водохозяйственный участок реки — Водные объекты бассейна оз. Ладожское без рр. Волхов, Свирь и Сясь, речной подбассейн реки — Нева и реки бассейна Ладожского озера (без подбассейна Свирь и Волхов, российская часть бассейнов). Относится к речному бассейну реки Нева (включая бассейны рек Онежского и Ладожского озера).
Код объекта в государственном водном реестре — 01040300212102000010863.